# بیلینگ، نورث‌همپتون‌شر
بیلینگ، نورث‌همپتون‌شر (به انگلیسی: Billing, Northamptonshire) یک روستا و محله مدنی در بریتانیا است که در نورتهمتون واقع شده‌است. بیلینگ ۸٬۴۵۷ نفر جمعیت دارد.